# Мурін Андрій Миколайович
Андрій Миколайович Мурін (1910—1990) — радянський радіохімік, доктор хімічних наук, професор (1952), завідувач кафедри радіохімії ЛДУ (1958—1988).

## Біографія
Народився 6 березня 1910 року.
У 1939—1963 роках працював у Радієвому інституті ім. В. Г. Хлопіна, з 1954 року — завідувач лабораторії.
Із 1939 року викладав і вів наукову діяльність в ЛДУ (спочатку за сумісництвом): асистент, доцент, професор, декан хімічного факультету, завідувач кафедри радіохімії (1958—1988).
Із 1943 року кандидат фізико-математичних наук, з 1952 року доктор хімічних наук і професор.
Заслужений діяч науки і техніки РРФСР (1981). За участь в атомному проєкті в 1950 році премійований спеціальною премією Ради Міністрів СРСР. Нагороджений орденом «Знак Пошани» і медаллю «За трудову доблесть» (1953).

## Публікації
- Физические основы радиохимии [Текст]: [Учебник для хим. специальностей ун-тов] / Под ред. П. П. Серёгина. — Москва: Высш. школа, 1971. — 288 с. : ил.; 22 см.
- Химия несовершенных ионных кристаллов [Текст] / А. Н. Мурин; Ленингр. гос. ун-т им. А. А. Жданова. — Ленинград: Изд-во Ленингр. ун-та, 1975. — 270 с. : ил.; 21 см.
- Podstawy promieniotwórczości [Текст] / A. N. Murin ; Tłum. Aleksander Siemaszko. — Warszawa: Państ. wyd-wo naukowe, 1957. — 322 с. : ил.; 20 см.
- Введение в радиоактивность [Текст] / Проф. А. Н. Мурин ; Ленингр. ордена Ленина гос. ун-т им. А. А. Жданова. — Ленинград: Изд-во Ленингр. ун-та, 1955. — 251 с., 1 л. табл. : ил.; 22 см.
- Диффузия меченых атомов и проводимость в ионных кристаллах [Текст] / А. Н. Мурин, Б. Г. Лурье ; Ленингр. ордена Ленина гос. ун-т им. А. А. Жданова. — Ленинград: [б. и.], 1967. — 100 с. : черт.; 22 см.
- Радиохимия и химия ядерных процессов [Текст]: [Учеб. пособие для ун-тов и хим.-технол. вузов] / Под ред. А. Н. Мурина [и др.]. — Ленинград: Госхимиздат. [Ленингр. отд-ние], 1960. — 784 с. : ил.; 23 см.

## Сім'я
Дружина — Наталія Йосипівна Польова (1915—1980), кандидат хімічних наук (1944), доктор геолого-мінералогічних наук (1964).